# Philippe Moreau
Pour les articles homonymes, voir Moreau.
Philippe Moreau est un acteur français.

## Filmographie

### Cinéma
- 1961 : La Fille aux yeux d'or de Jean-Gabriel Albicocco
- 1966 : Martin Soldat de Michel Deville
- 1966 : La Surface perdue, court métrage de Dolorès Grassian
- 1967 : Mise à sac d'Alain Cavalier
- 1969 : Pierre et Paul de René Allio
- 1971 : Raphaël ou le débauché de Michel Deville
- 1977 : Madame Claude de Just Jaeckin
- 1985 : Autour de minuit de Bertrand Tavernier

### Télévision
- 1969 : Que ferait donc Faber ? de Dolorès Grassian
- 1975 : Salavin d'André Michel
- 1978 : Messieurs les jurés : L'Affaire Servoz d'André Michel
- 1983 : Bon anniversaire Juliette de Marcel Bozzuffi
- 1986 : L'Affaire Marie Besnard, de Frédéric Pottecher